# Serie A 2008 (pallapugno)
La Serie A 2008 è stata la 87ª edizione del massimo campionato italiano di pallapugno maschile.

## Squadre partecipanti
| Club                                                         | Capitano             | Città                                      |
| ------------------------------------------------------------ | -------------------- | ------------------------------------------ |
| Acqua Sant'Anna Albese                                       | Ivan Orizio          | Alba (CN)                                  |
| Torronalba Canalese                                          | Oscar Giribaldi      | Canale (CN)                                |
| Conad Imperiese                                              | Paolo Danna          | Dolcedo (IM)                               |
| Centro Esse Sisea Monticellese                               | Alberto Sciorella    | Monticello d'Alba (CN)                     |
| Tecnogas Pievese                                             | Daniel Giordano      | Pieve di Teco (IM)                         |
| Bcc Pianfei Pasta Monteregale Pro Paschese                   | Alessandro Bessone   | Madonna del Pasco (Villanova Mondovì) (CN) |
| Caffè Rossini Olio Desiderio Banca d'Alba Ricca              | Roberto Corino       | Ricca di Diano d'Alba (CN)                 |
| San Biagio                                                   | Bruno Campagno       | San Biagio (Mondovì) (CN)                  |
| Gusti & Gusto San Leonardo                                   | Alessandro Trincheri | Imperia                                    |
| Porro Calcestruzzi La Piemontese Assicurazioni Virtus Langhe | Luca Galliano        | Dogliani (CN)                              |

## Prima Fase
|    | Club          | P  |
| -- | ------------- | -- |
| 1  | Ricca         | 14 |
| 2  | San Leonardo  | 13 |
| 3  | Canalese      | 10 |
| 4  | Virtus Langhe | 10 |
| 5  | Monticellese  | 9  |
| 6  | Pro Paschese  | 9  |
| 7  | Albese        | 7  |
| 8  | San Biagio    | 7  |
| 9  | Imperiese     | 7  |
| 10 | Pievese       | 4  |

## Seconda Fase
|   | Club          | P  |
| - | ------------- | -- |
| 1 | Canalese      | 26 |
| 2 | Ricca         | 26 |
| 3 | Monticellese  | 23 |
| 4 | San Leonardo  | 21 |
| 5 | Virtus Langhe | 16 |
| 6 | Pro Paschese  | 13 |

|    | Club       | P  |
| -- | ---------- | -- |
| 7  | San Biagio | 15 |
| 8  | Pievese    | 14 |
| 9  | Albese     | 11 |
| 10 | Imperiese  | 9  |

## Fase Finale

### Spareggi Play-off
| San Leonardo  | San Biagio   | 11-8 |
| Virtus Langhe | Pro Paschese | 11-7 |

| San Leonardo | Virtus Langhe | 11-4 |

### Finali Scudetto
| Squadra 1 | Squadra 2    | Andata | Ritorno | Spareggio |
| --------- | ------------ | ------ | ------- | --------- |
| Canalese  | San Leonardo | 11-4   | 4-11    | 10-11     |
| Ricca     | Monticellese | 11-4   | 10-11   | 11-9      |

| Squadra 1 | Squadra 2    | Andata | Ritorno | Spareggio |
| --------- | ------------ | ------ | ------- | --------- |
| Ricca     | San Leonardo | 11-1   | 6-11    | 11-0      |

## Squadra Campione d'Italia
Caffè Rossini Olio Desiderio Banca d'Alba Ricca
- Battitore: Roberto Corino
- Spalla: Marco Faccenda
- Terzini: Gianni Rigo, Mario Degiacomi